# 샛골로
샛골로(-路, Satgol-ro)는 인천광역시 미추홀구 숭의동에서 동구 송현동까지 이르는 인천광역시의 간선도로로, 총 연장은 2.55 km이다. 다만 송림오거리에서 인천백병원까지의 구간에 한하여 6·77번 국도 및 98번 국지도의 구간으로 지정되어 있다.

## 유래
해당 도로명이 유래된 곳은 이 길목을 중심으로 예로부터 샛골마을이라는 이름이 유래되었다.

## 통과하는 지자체
- 미추홀구
  - 숭의동
- 중구
  - 도원동
- 동구
  - 창영동 - 금곡동 - 송림동 - 송현동

## 통과하는 도로
- 미추홀구 : 독배로, 경인로, 인중로, 석정로
- 중구 : 참외전로
- 동구 : 우각로, 금창로, 금송로, 금곡로, 동산로, 송림로, 인중로, 중봉대로

## 연계 철도역
- 수도권 전철 1호선 : 도원역

## 주변 시설
- 인천숭의동우체국
- 현대자동차 인천지점
- 미래아파트
- 현대제과기계전문점
- 천진철강사
- 숭의철강
- 인천축구전용경기장
- 인천도원실내체육관
- 인천광역시아동복지관
- 한국캐쉬백카드
- 연세노인복지센터
- 도원역
- 에너지대상건설 성진건설
- GS25 인천세무서점
- 인천세무서
- 한국파이프기연공업
- 반올림피자샵 동인천점
- 인천소방설비
- 인천광역시동구 노인인력개발센터
- 해당화여인숙
- 모텔레인보우
- 대림장모텔
- 우석서예교육원
- 인천중부소방서 송림119안전센터
- 아이리스모텔
- IMT호텔
- 하얏트모텔
- 호텔아이
- 권의원
- 세븐일레븐 인천송림오거리점
- 서울튼튼정형외과의원
- 서울이비인후과의원
- 현대다방
- 서울정형외과의원
- 현대시장
- 다이소 인천송림점
- 싱싱송림어시장
- 일이삼한의원
- 인천원예농협 본점
- 동구노인복지관
- 인천서흥초등학교
- 인천서흥초등학교 병설유치원
- 인천중부경찰서 서흥파출소
- 케이렌터카
- CU 인천송림점
- 맘스터치 인천송림점
- 성수의료재단 인천백병원
- 송현중앙교회
- 송현동 주공아파트
- 송현2차아파트

## 같이 보기
- 국도 제6호선
- 중봉대로